# なぱた
なぱた（1月28日 - ）は、日本の漫画家。男性。宮城県仙台市出身。主に成人向け漫画を執筆している。同人サークル「Cat FooD」でも活動している。

## 経歴
2011年、コアマガジンの『コミックメガストア』8月号に掲載された「じれったいのよ!」で商業デビュー。

## 作品リスト

### 単行本
1. 『好きだらけ』[6] （2013年5月31日発売[7]、ワニマガジン社〈ワニマガジンコミックススペシャル〉、ISBN 978-4-86269-250-4）
  - 姉ちゃんと呼ばないで（コミックホットミルク 2012年5月号）
  - あれから…（COMIC快楽天 2012年3月号）
  - あれから…アフター（新作描き下ろし）
  - Don't leave me ...（COMIC快楽天 2013年4月号）
  - お留守番（COMIC快楽天 2013年1月号）
  - お留守番アフター（新作描き下ろし）
  - やくそく（COMIC快楽天 2011年12月号）
  - あなたの猫に（COMIC快楽天 2012年6月号）
  - 隣りの山下さん（COMIC快楽天 2012年10月号）
  - ずっと一緒に（コミックメガストア 2012年1月号）
  - 秘め妹（COMIC快楽天 2011年8月号）
  - じれったいのよ!（コミックメガストア 2011年8月号）
2. 『ぱんでもにうむ』[8] （2015年11月13日発売[9]、ワニマガジン社〈ワニマガジンコミックススペシャル〉、ISBN 978-4-86269-392-1）
  - リリス（COMIC快楽天 2015年5月号）
  - ぱんでもにうむ（COMIC快楽天 2015年7月号）
  - おしかけ（COMIC快楽天 2015年10月号）
  - バカンス（COMIC快楽天 2014年3月号）
  - Blush Kiss（COMIC快楽天 2014年9月号）
  - なつやすみ（COMIC快楽天 2013年10月号）
  - 奈々子さん（COMIC快楽天 2014年5月号）
  - 密会（COMIC快楽天 2014年12月号）
  - 悪い子（COMIC快楽天 2015年3月号）
  - おねがい横山せんせい（COMIC快楽天 2014年7月号）
  - 呼びだされ（COMIC快楽天 2013年12月号）
  - HOLIDAY（COMIC快楽天 2013年7月号）
3. 『ひとりじめ』[10] （2019年3月28日発売[11]、ワニマガジン社〈ワニマガジンコミックススペシャル〉、ISBN 978-4-86269-626-7）
  - おひるどき（快楽天 2016年4月号）
  - ねこかいたい（快楽天 2016年9月号）
  - おひめさま（快楽天 2017年12月号）
  - およめさん（快楽天 2016年12月号）
  - ひとりでヤれるもん♡（快楽天 2017年8月号）
  - 猫と。（快楽天 2018年8月号）
  - よびだし（快楽天 2018年3月号）
  - いすわりプリンセス（快楽天 2019年3月号）
  - おまじない（快楽天 2018年6月号）
  - まちあわせ（快楽天 2017年4月号）
  - せんぱい、おねがい（快楽天 2018年12月号）
  - おふろあがり（快楽天 2016年1月号）